# バスケットボール女子フランス代表
バスケットボール女子フランス代表（France women's national basketball team）は、フランスバスケットボール連盟により国際大会に派遣される女子バスケットボールのナショナルチームである。

## 歴史
1953年の第1回世界選手権で3位。オリンピックは2000年シドニーオリンピックで初出場し、5位と健闘した。翌2001年に初の欧州制覇を達成し、2009年にも優勝。2012年、3大会ぶりに出場したロンドンオリンピックで初の決勝進出を達成し銀メダルを獲得した。
2016年リオデジャネイロオリンピックは予選リーグ2位で通過、準々決勝でカナダを破って2大会連続で準決勝に進出したがアメリカに、3位決定戦でセルビアに敗れて4位にとどまった。
2021年開催の東京オリンピックでは、予選リーグでアメリカと開催国の日本に敗れたが、ナイジェリアに勝利して予選3位で突破した。準々決勝でスペインを破って3大会連続で準決勝に進出するも、日本に敗れた。しかし、3位決定戦でセルビアに勝利し銅メダルを獲得している。

## 主な国際大会成績

### 夏季オリンピック
- 2000年 － 5位
- 2012年 － 銀メダル
- 2016年 - 4位
- 2021年 - 銅メダル

### ワールドカップ
- 1953年 － 3位
- 1964年 － 10位
- 1971年 － 6位
- 1979年 － 7位
- 1994年 － 9位
- 2002年 － 8位
- 2006年 － 5位
- 2010年 - 6位
- 2014年 - 7位
- 2018年 - 5位

### 欧州選手権
- 優勝：2001年,2009年

## 主な選手
- セリーヌ・ドゥメルク
- サンドリーヌ・グルダ